# Nathaniel Ruggles
Nathaniel Ruggles (* 11. November 1761 in Roxbury, Province of Massachusetts Bay; † 19. Dezember 1819 ebenda) war ein US-amerikanischer Politiker. Zwischen 1813 und 1819 vertrat er den Bundesstaat Massachusetts im US-Repräsentantenhaus.

## Leben
Nathaniel Ruggles wurde im heutigen Bostoner Stadtteil Roxbury geboren. Er besuchte vorbereitende Schulen und studierte dann bis 1781 an der Harvard University. Nach einem anschließenden Jurastudium und seiner Zulassung als Rechtsanwalt begann er in seiner Heimat in diesem Beruf zu arbeiten. Im Jahr 1807 wurde er Richter (Judge of the General Sessions) und 1808 wurde er zum Chief Justice des Staates Massachusetts ernannt. Politisch war er Mitglied der Föderalistischen Partei.
Bei den Kongresswahlen des Jahres 1812 wurde Ruggles im 13. Wahlbezirk von Massachusetts in das US-Repräsentantenhaus in Washington, D.C. gewählt, wo er am 4. März 1813 die Nachfolge von Ebenezer Seaver antrat. Nach zwei Wiederwahlen konnte er bis zum 3. März 1819 drei Legislaturperioden im Kongress absolvieren. Diese waren anfangs noch von den Ereignissen des Britisch-Amerikanischen Krieges geprägt.
Nathaniel Ruggles starb am 19. Dezember 1819, weniger als ein Jahr nach dem Ende seiner letzten Legislaturperiode, in seinem Geburtsort Roxbury.